# 마이크 베르나르도
마이크 베르나르도(Mike Bernardo, 1969년 7월 28일 ~ 2012년 2월 14일)는 남아프리카 공화국의 전 권투, 킥복싱, 종합격투기 선수다.

## 생애

### 출생과 사망
1969년 7월 28일 남아프리카 공화국에서 태어났다. 2012년 2월 14일 우울증으로 대량의 알약을 먹고 자살한 것으로 알려졌다.

### 정보
키 193cm에 체중 108kg로 좋은 체격조건을 가지고 있다. 복싱 스킬 역시 한 단체의 챔프를 차지했을 정도로 뛰어나 K-1에서 많은 강자들을 쓰러트린 경험이 있다. 하지만 신장에 비해 리치가 짧고 맷집이 그다지 좋지 못한 것이 약점이라 종종 어이없이 패하는 경우도 많았다. 국내에는 면도기 광고로 얼굴을 알린 적이 있다. 1995년 K-1에 데뷔하여 크게 활약을 했으며 여러 번 인상적인 경기를 펼쳤다. KO률이 가장 높았고 당시 최강자였던 피터 아츠를 3번이나 이기기도 했었다. 하지만 슬럼프와 노쇠화가 일찍 찾아와 1999년 이후부터는 8강에도 진출하지 못하게 되고 무명 선수에게도 무참하게 패하게 된다. 결국 부상 회복이 더디고 또한 노쇠화가 심해져 2006년 월드그랑프리 개막전에서 공식적으로 은퇴를 하게 된다.

## 타이틀
- K-1 WGP 2000 in 후쿠오카 우승
- 월드 올림픽 킥복싱 슈퍼헤비급 챔피언
- W.B.F 세계 헤비급 챔피언